# Luciano Cartaxo
Luciano Cartaxo Pires de Sá (Sousa, 7 de junho de 1964) é um farmacêutico e político brasileiro. Filiado ao Partido dos Trabalhadores (PT), foi prefeito de João Pessoa por dois mandatos, entre 2013 e 2021. 
Já foi deputado estadual da Paraíba, vereador de João Pessoa quatro vezes, e vice-governador da Paraíba. Foi eleito novamente em 2022 deputado estadual da Paraíba. 

## Primeiros anos
Cartaxo nasceu em Sousa, filho de casal Célio Pires de Sá e Lúcia Cartaxo Pires de Sá.
Formado em Farmácia pela Universidade Federal da Paraíba (UFPB), começou a sua carreira política ainda como estudante, quando foi eleito coordenador do Centro Acadêmico (CA) de Farmácia da Universidade e secretário geral do Diretório Central dos Estudantes (DCE). Também foi presidente do Conselho Regional de Farmácia (CRF) por dois mandatos consecutivos.

## Carreira política
Em 1996, filiado ao Partido dos Trabalhadores (PT), foi eleito vereador em João Pessoa pela primeira vez. Reelegeu-se por mais três mandatos consecutivos nos pleitos de 2000, 2004 e 2008.
Nas eleições de 2006, foi o candidato a vice-governador na chapa do então senador José Maranhão do PMDB, mas ambos acabaram derrotados nas urnas pela chapa liderada pelo então governador Cássio Cunha Lima do PSDB e por seu candidato a vice José Lacerda Neto do DEM. Em virtude da confirmação da cassação de Cunha Lima e Lacerda Neto pelo Tribunal Superior Eleitoral no dia 17 de fevereiro de 2009 por conduta vedada de ambos nas eleições de 2006, Maranhão e Cartaxo tomaram posse como novos governador e vice-governador da Paraíba com mandato até o dia 31 de dezembro de 2010.
Nas eleições de 2010, foi eleito deputado estadual com 24.296 votos para o mandato 2011-2015.
Em 2012, foi lançado como candidato do PT à prefeitura de João Pessoa, sendo o mais votado no 1º turno com 142 158 votos (38,32% dos votos válidos) e eleito prefeito da capital paraibana no 2° turno para o mandato 2013-2016 derrotando o senador e ex-prefeito Cícero Lucena do PSDB com uma votação de 246 581 votos (68,13% dos votos válidos).
Em 17 de setembro de 2015, anuncia oficialmente a sua saída do PT, depois de mais de 20 anos de filiação ao partido e ingressa no Partido Social Democrático (PSD), sendo reeleito prefeito de João Pessoa no primeiro turno na eleição municipal de 2016 com  222 689 votos (59,67% dos votos válidos). Em março de 2018, anuncia filiação ao Partido Verde (PV). Em 16 de dezembro de 2021, anunciou sua volta ao Partido dos Trabalhadores (PT). 
Em 2020, apoia a candidata a Prefeitura de João Pessoa, Edilma Freire, que concorre pelo Partido Verde (PV), onde é derrotada, com apenas em quinto lugar com 47.157 dos votos (12.93% dos votos válidos), ficando fora do segundo turno das eleições. 
Em 2022, concorre ao cargo de Deputado estadual, onde é eleito pela segunda vez no pleito com 22.272 votos (0.99% dos votos válidos). 
Na Eleição municipal de João Pessoa em 2024, concorre mais uma vez à Prefeitura de João Pessoa, sendo derrotado, em primeiro turno com apenas em quarto lugar, com 49.110 votos (11.77% dos votos válidos), ficando fora do segundo turno das eleições. 

## Vida pessoal
É casado com Maísa Cartaxo e é pai de dois filhos. Junto com seu irmão gêmeo Lucélio, mantém o bloco carnavalesco 'Picolé de Manga' que sempre desfila nas ruas do centro histórico de João Pessoa pelo projeto 'Folia de Rua' prévia carnavalesca da cidade que acontece na semana anterior ao carnaval.